# Советская архитектура

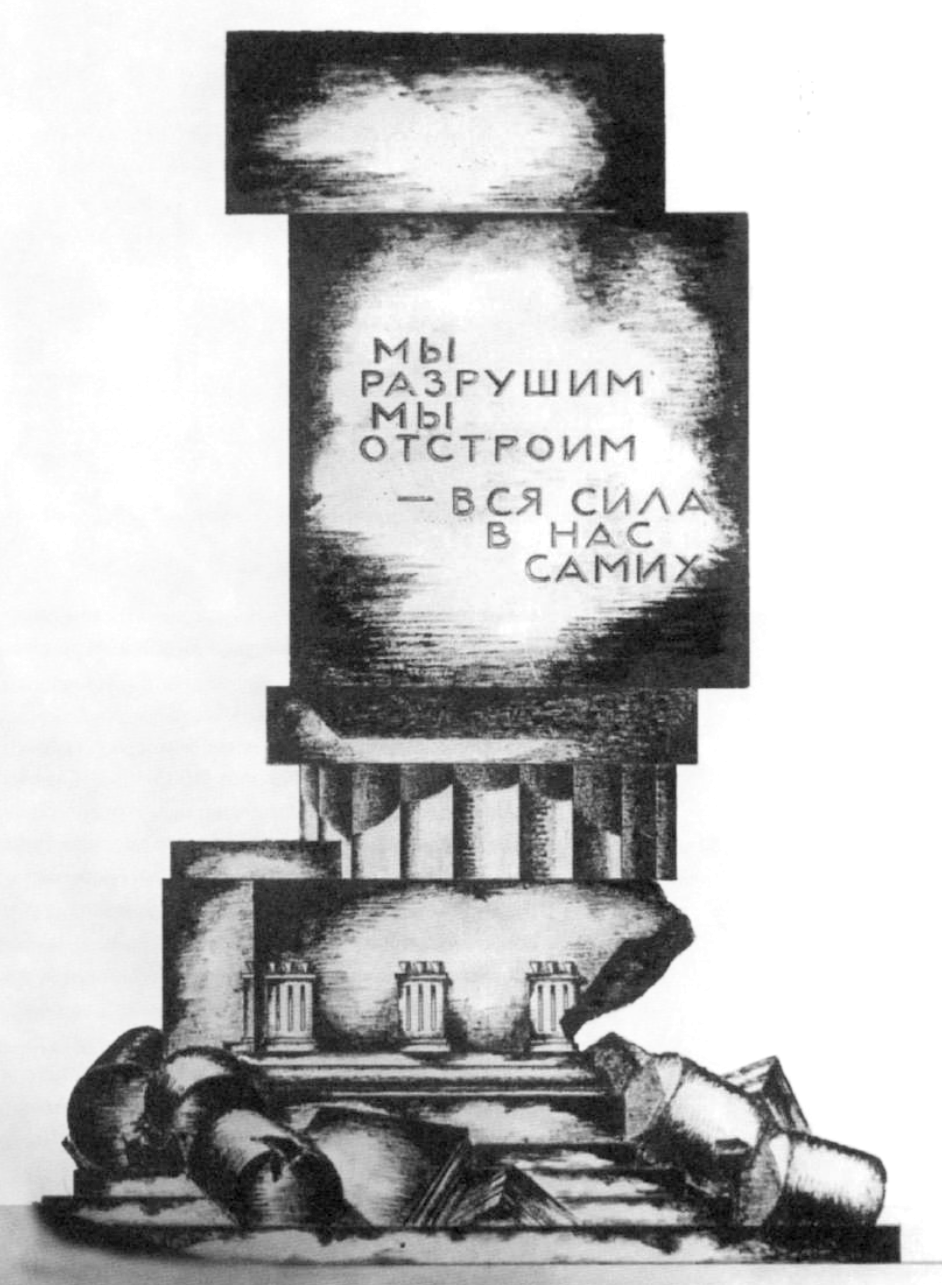
И. А. Фомин. Эскиз Монумента Революции в Москве

Советская архитектура — архитектура советского государства, охватывающая период 1917—1991 годов. За это время в ней отразился ряд мировых архитектурных стилей — конструктивизм, рационализм, ар-деко; некоторые отдельные стили являются смесью ар-деко, ампира, эклектики и оригинальных архитектурных направлений, вроде сталинской архитектуры и конструктивизма.

## Периодизация

### Архитектура периодаРеволюциииГражданской войны

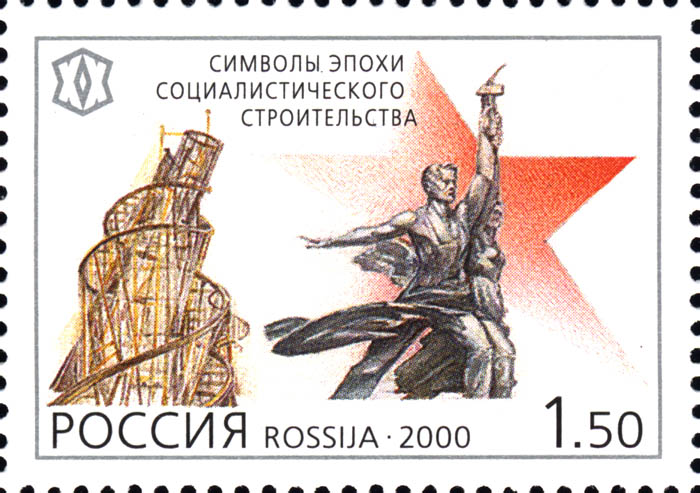
Башня Татлина и более поздняя скульптура «Рабочий и колхозница». Почтовая марка России.

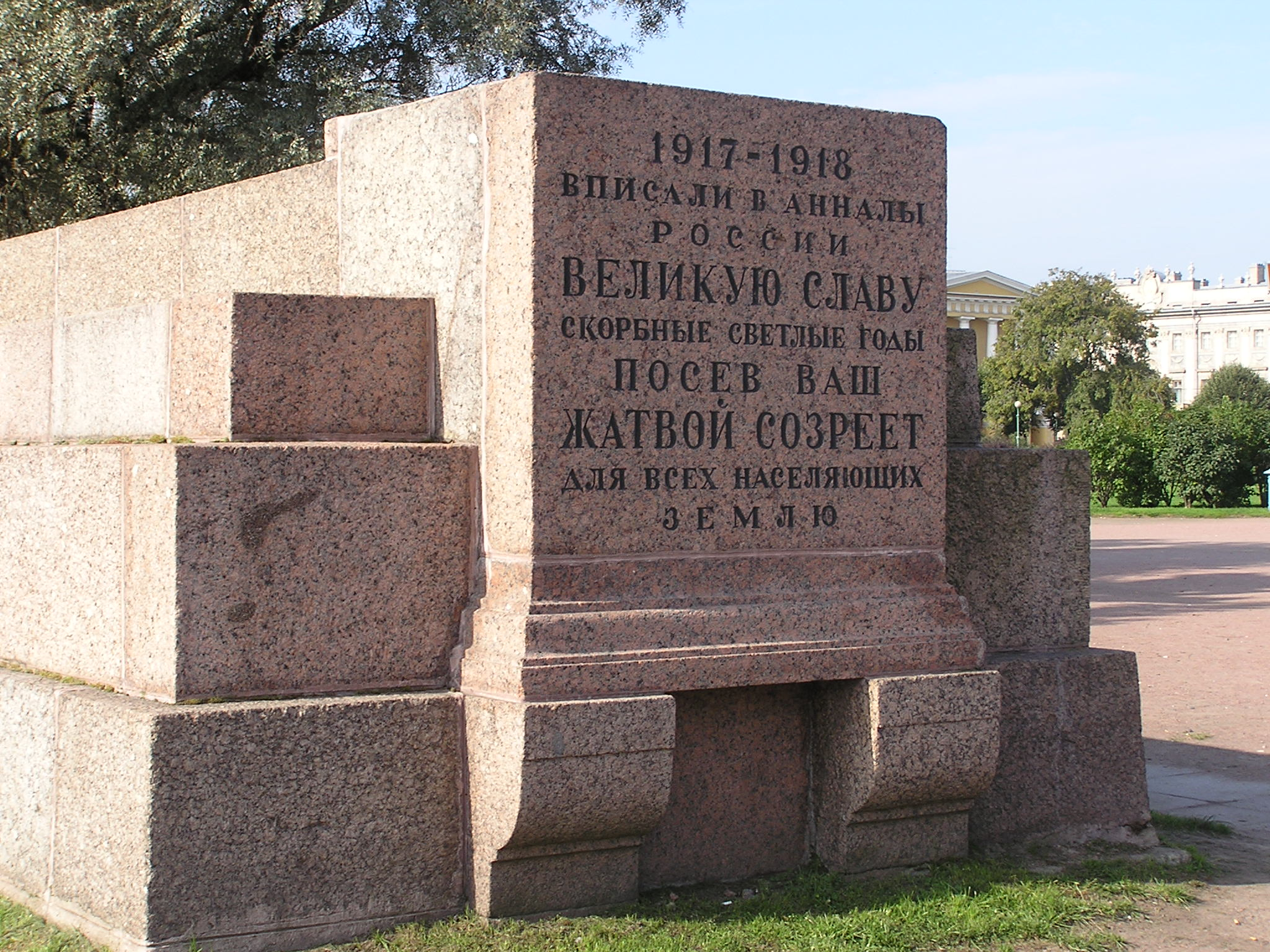
Л. В. Руднев. Памятник «Жертвам революции» на Марсовом поле

В период Революции и гражданской войны большинство архитекторов осталось без работы и занималось «бумажной архитектурой». Некоторые сотрудничали со скульпторами, создавая памятники. Так Лев Руднев спроектировал памятник «Жертвам революции» на Марсовом поле (1917—1919).
Владимир Татлин в 1920 году создал свою знаменитую башню, которая стала символом нового направления в искусстве, выражением смелости и решительности исканий.

### Архитектура 1920-х — середины 1930-х годов
В мирное время начал разрабатываться и распространяться стиль советской архитектуры. Его питали разные традиции — ряд мастеров хранили классическое наследие, другие занимались новаторством. Члены обеих этих групп могли придерживаться двух основных тенденций — рационализм и конструктивизм (термины А. А. Веснина и М. Я. Гинзбурга).
Главой рационалистов был Николай Ладовский. Это направление архитектуры сосредотачивалось на проблеме художественного образа. Искания основывались на широком применении новейших строительных материалов и конструкций. Архитекторы этого направления придавали большое значение учёту объективных закономерностей композиционного построения архитектурной формы. Они считали, что нельзя забывать об объективных закономерностях формообразования, а также о психофизиологических особенностях восприятия человека.
Школа конструктивизма сформировалась чуть позже. Архитекторы-конструктивисты подчёркивали важность учёта функционально конструктивной основы строительства, кроме того — боролись против «реставраторских» тенденций в отношении прежних архитектурных традиций, а также против «левого формализма», как часто назывались поиски некоторых современников. Конструктивизм как самостоятельное явление впервые проявил себя в начале 1923 года, когда братья Веснины начали проект Дворца труда в Москве.

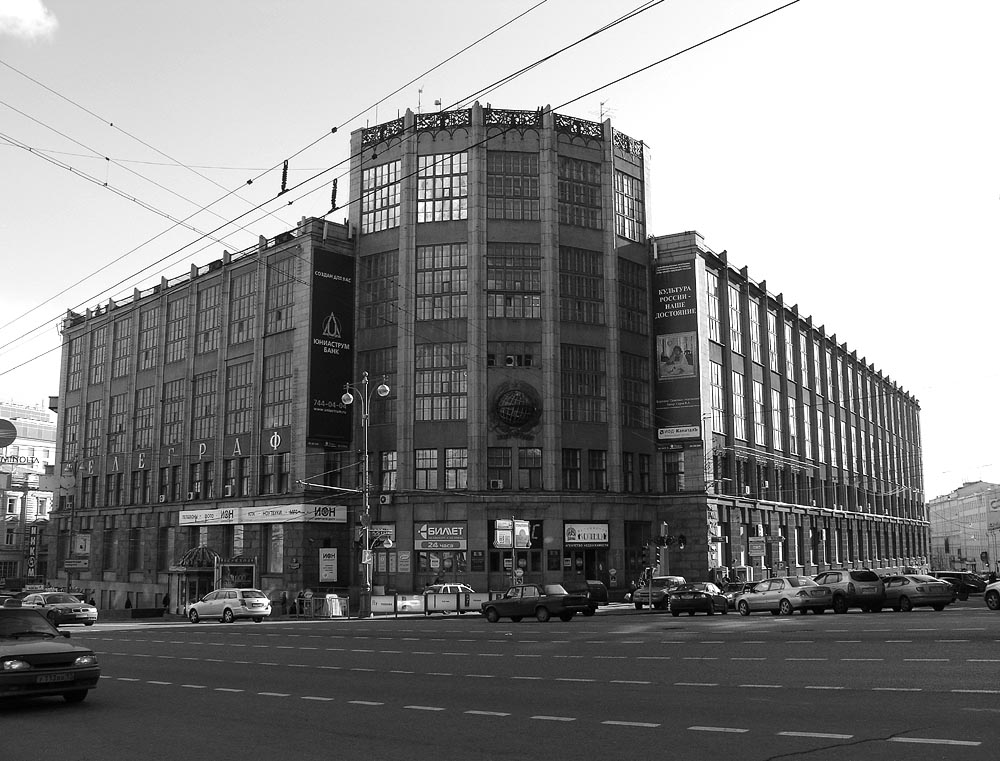
Москва. Здание Центрального телеграфа

В результате общих устремлений рационалистов и конструктивистов зародилось и получило дальнейшее развитие новое направление советской архитектуры в целом. Работы этого направления — конкурсные проекты здания московского отделения «Ленинградская правда», акционерного общества «Аркос» (Иван Фомин), советского павильона на Всемирной выставке в Париже (Константин Мельников), московского телеграфа (Иван Рерберг) и т. д.

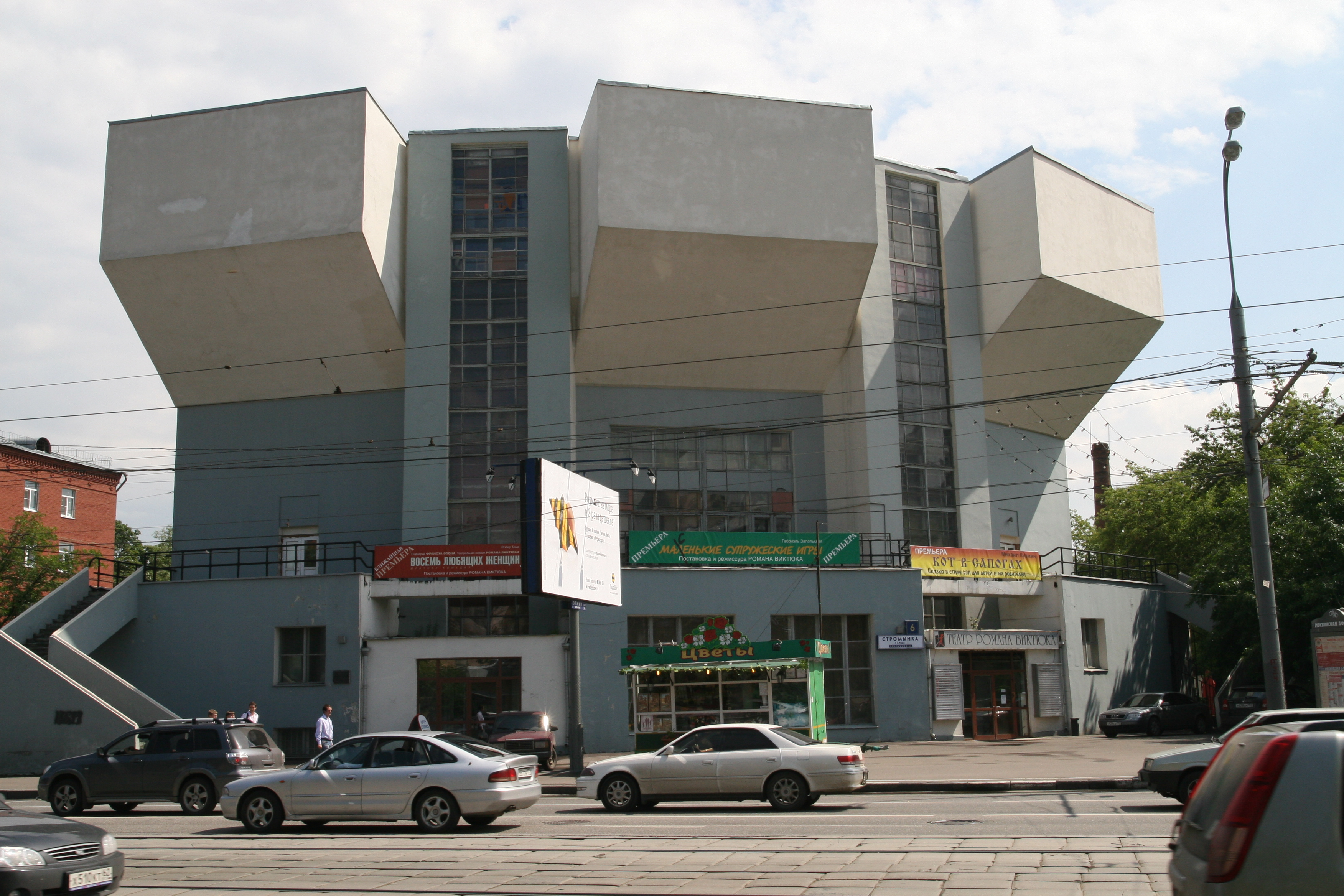
Москва. Дом культуры имени И. В. Русакова

В последующие годы творческие поиски в советской архитектуре определялись «преодолением полемической прямолинейности теоретических позиций и практики конструктивистов и рационалистов». Происходил синтез обоих направлений. С его использованием возводились жилые комплексы, которые во второй половине 1920-х годов получили активное развитие. Массовое строительство жилья для рабочих (3—5-этажные секционные дома), а также типовое проектирование жилищ «трудящихся в условиях социалистического общества» вызывало различные теоретические споры. Индивидуальный дом с сенями и русской печью считался отвечающим задачам построения общества, с другой стороны — возводились и громадные дома-коммуны. Много строится рабочих и сельских клубов, изб-читален, народных домов. Постепенно складывается новый тип общественного здания. Константин Мельников в этом смысле был важным мастером. По его проекту в Москве было построено пять клубов: имени И. В. Русакова, имени Горького, имени Фрунзе, «Каучук» и «Буревестник». Он рассматривал рабочие клубы как тип здания, который своим обликом должен отражать новые формы жизни и труда, то есть в нём должны сливаться функциональные и пространственные задачи.

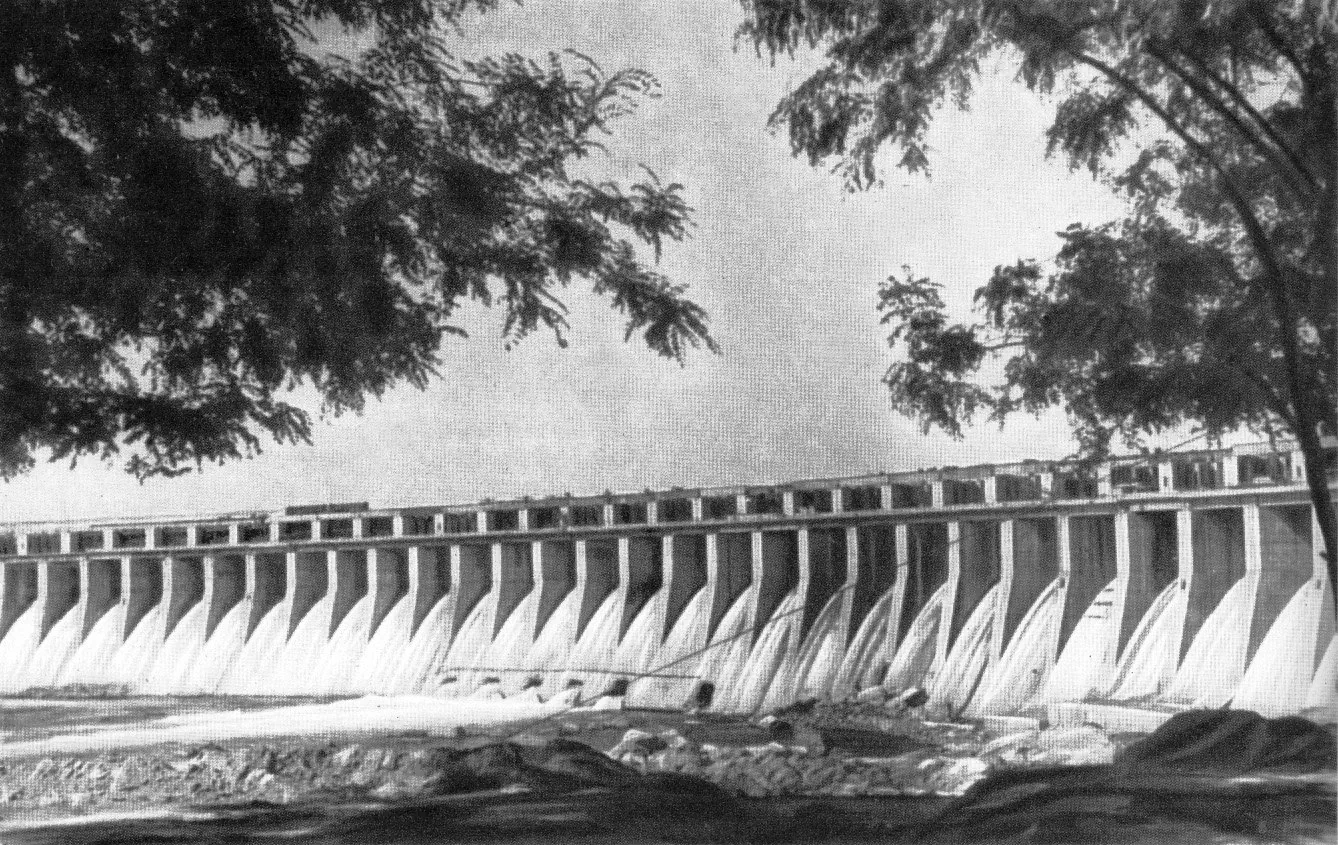
Архитектурный облик ДнепроГЭС

Дворец культуры московского автозавода им. Лихачёва (1930—1934) братьев Весниных — типичное проявление конструктивизма: большие, ничем не украшенные плоскости, обширные застеклённые поверхности, свободная композиция разных объёмов, динамичность композиции. Они же возвели Днепровскую гидроэлектростанцию — лучший образец промышленного строительства 1920-х — начала 1930-х годов.

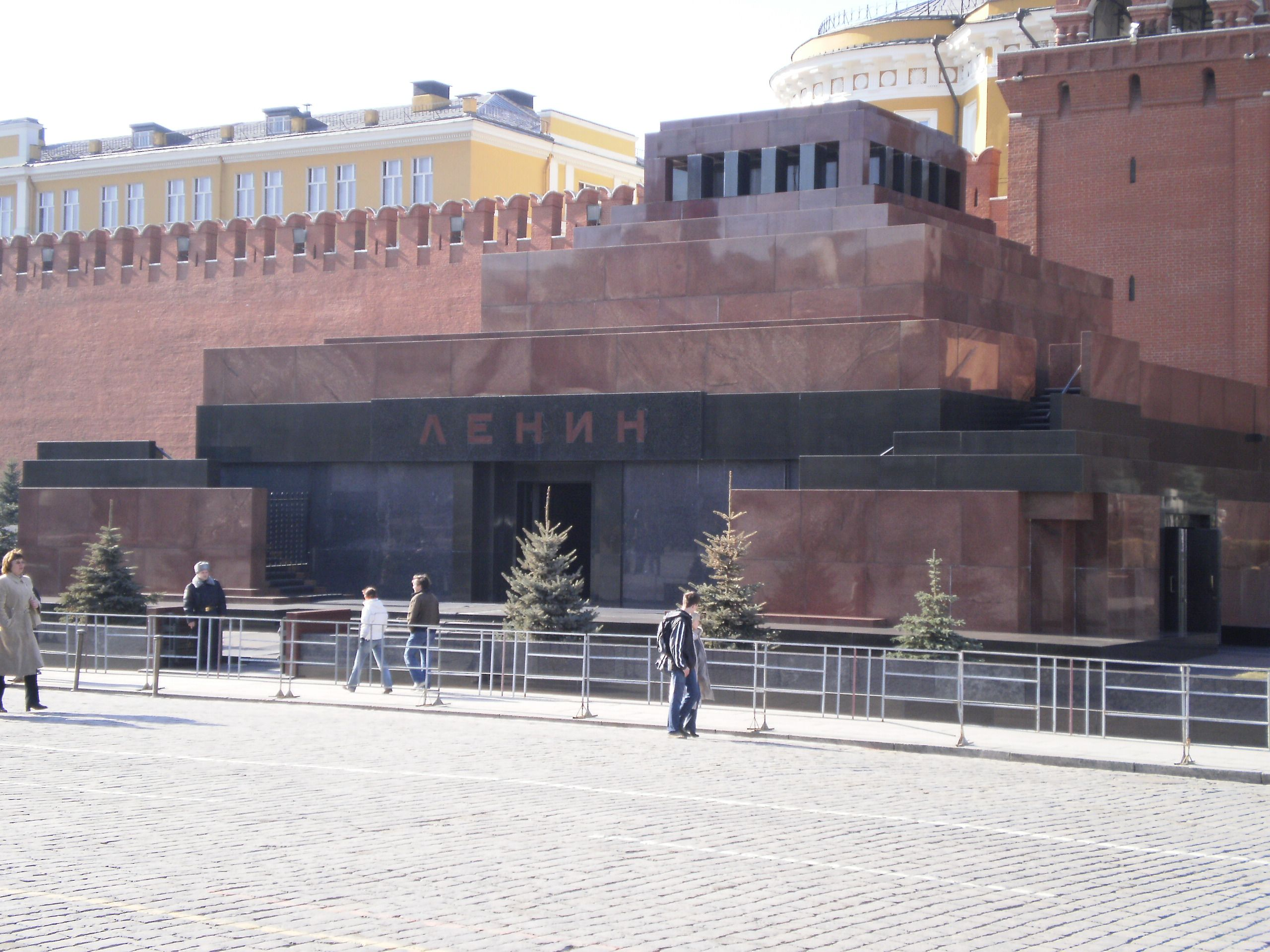
Мавзолей Ленина

Новаторские тенденции в архитектуре 1920-х были такими сильными, что влияли на мастеров, которые прежде ориентировались на старые традиции. Таков, например, Мавзолей Ленина работы Алексея Щусева, хотя Иван Жолтовский остаётся стойким в своих классицистических исканиях и поиске нового языка.
В начале 1930-х годов в советской архитектуре начался процесс отхода от авангардных направлений, наметился явный поворот в сторону переосмысления классического наследия прошлого, впоследствии приведший к возникновению архитектуры «сталинского ампира».
Конкурс на возведение Дворца Советов в столице СССР в середине 1930-х годов был важным моментом в развитии творческих поисков. Восторжествовала несколько модернизированная идея традиционного монумента — в варианте Иофана с множеством колонн и гигантской статуей В. И. Ленина, венчающей здание.

### Архитектура 1930-х

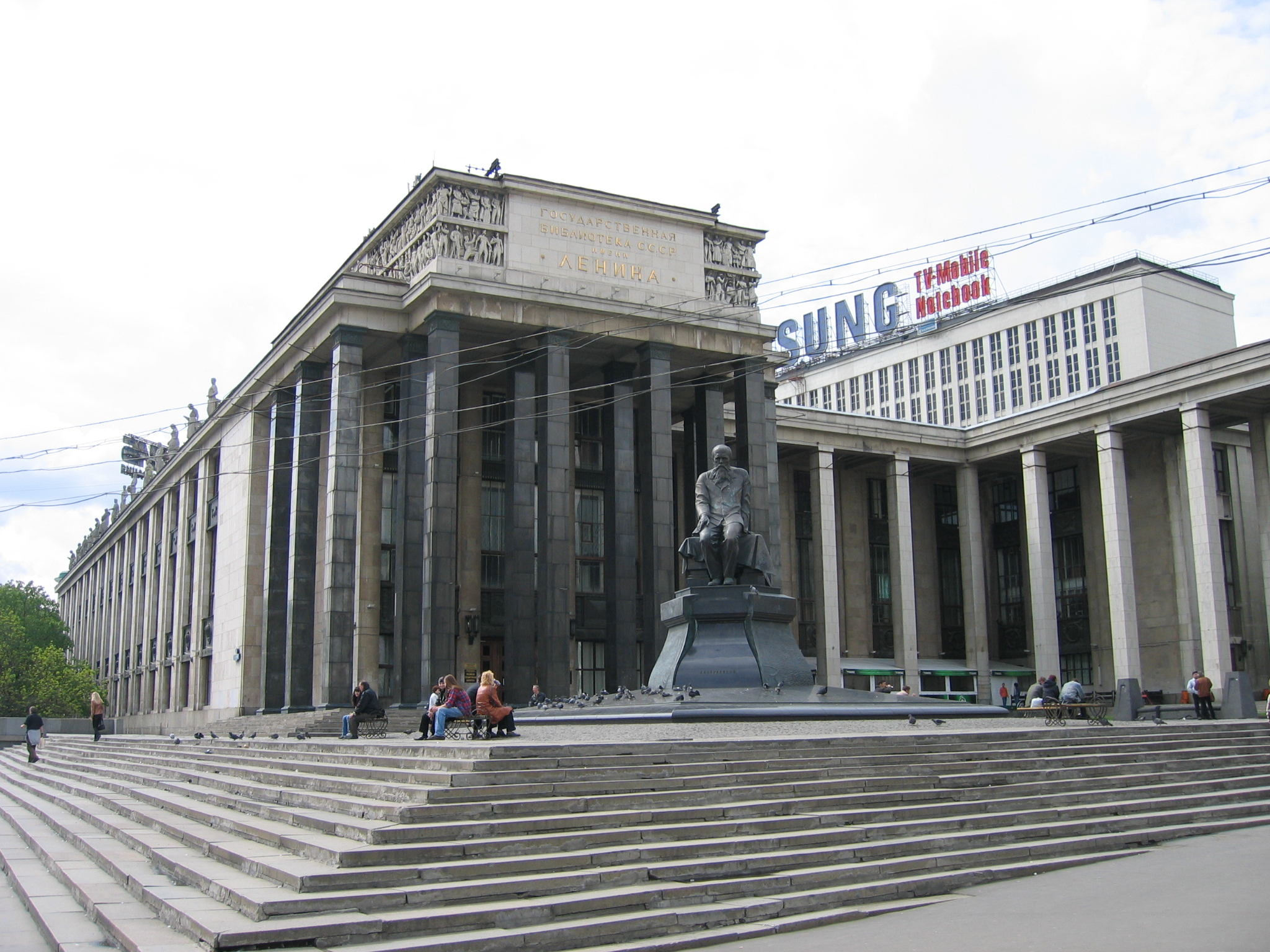
Новое здание Библиотеки СССР им. В. И. Ленина

В 1930-е началось активное строительство «соцгородов» и «соцпосёлков», требовалось реконструировать много старых городов. Новые задачи времени — сооружения для сельскохозяйственной выставки в Москве с павильонами для каждой союзной республики, канал им. Москвы, московский Метрополитен. Задачи обычного жилищного строительства сочетались с необходимостью возведения крупных архитектурных комплексов выставочного характера или транспортных сооружений, рассчитанных на огромные пассажиропотоки.
Стилевые тенденции располагались между двумя крайними точками — конструктивизмом и традиционализмом. Влияние конструктивизма ещё мощно ощущалось, вдобавок, завершались стройки зданий, начатых в этом стиле в 1920-е годы: Государственная библиотека СССР им. В. И. Ленина (1928-40, архитекторы — Владимир Щуко, Владимир Гельфрейх), театр в Ростове-на-Дону (1930-35, те же; взорван нацистами, позже восстановлен), здание комбината газеты «Правда» (1931—1935, Пантелеймон Голосов), ансамбль площади Дзержинского в Харькове со зданием Госпрома (Сергей Серафимов и Самуил Кравец). Эти искания продолжали некоторые архитекторы 1930-х годов: Аркадий Лангман построил Дом СТО (1933-36; совр. здание Государственной Думы в Охотном ряду). Лев Руднев и Владимир Мунц возвели здание академии им. Фрунзе — строгое в формах, расчленённое и величественное. Очень удачен созданный в 1936-38 гг. группой архитекторов Крымский мост.

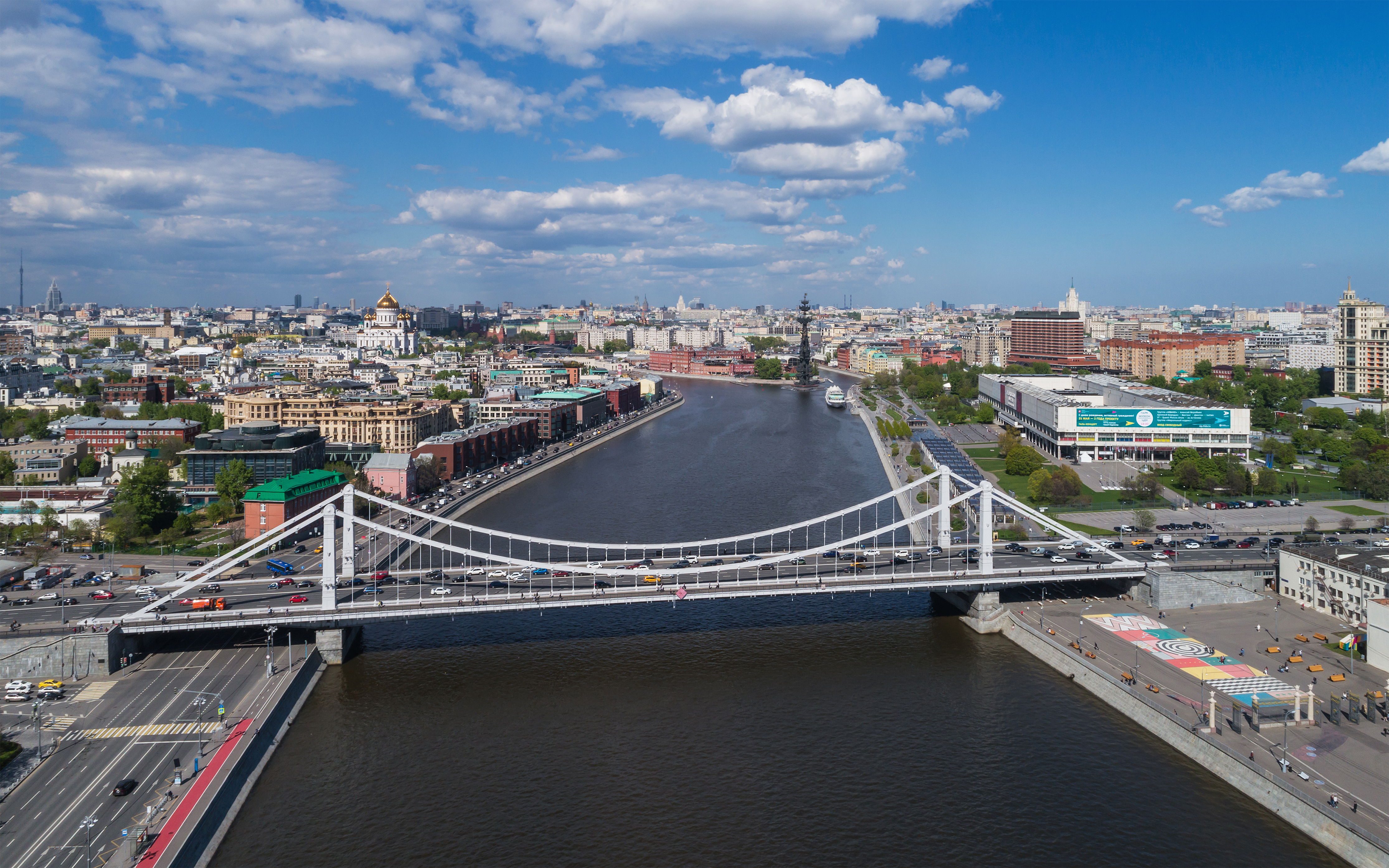
Крымский мост

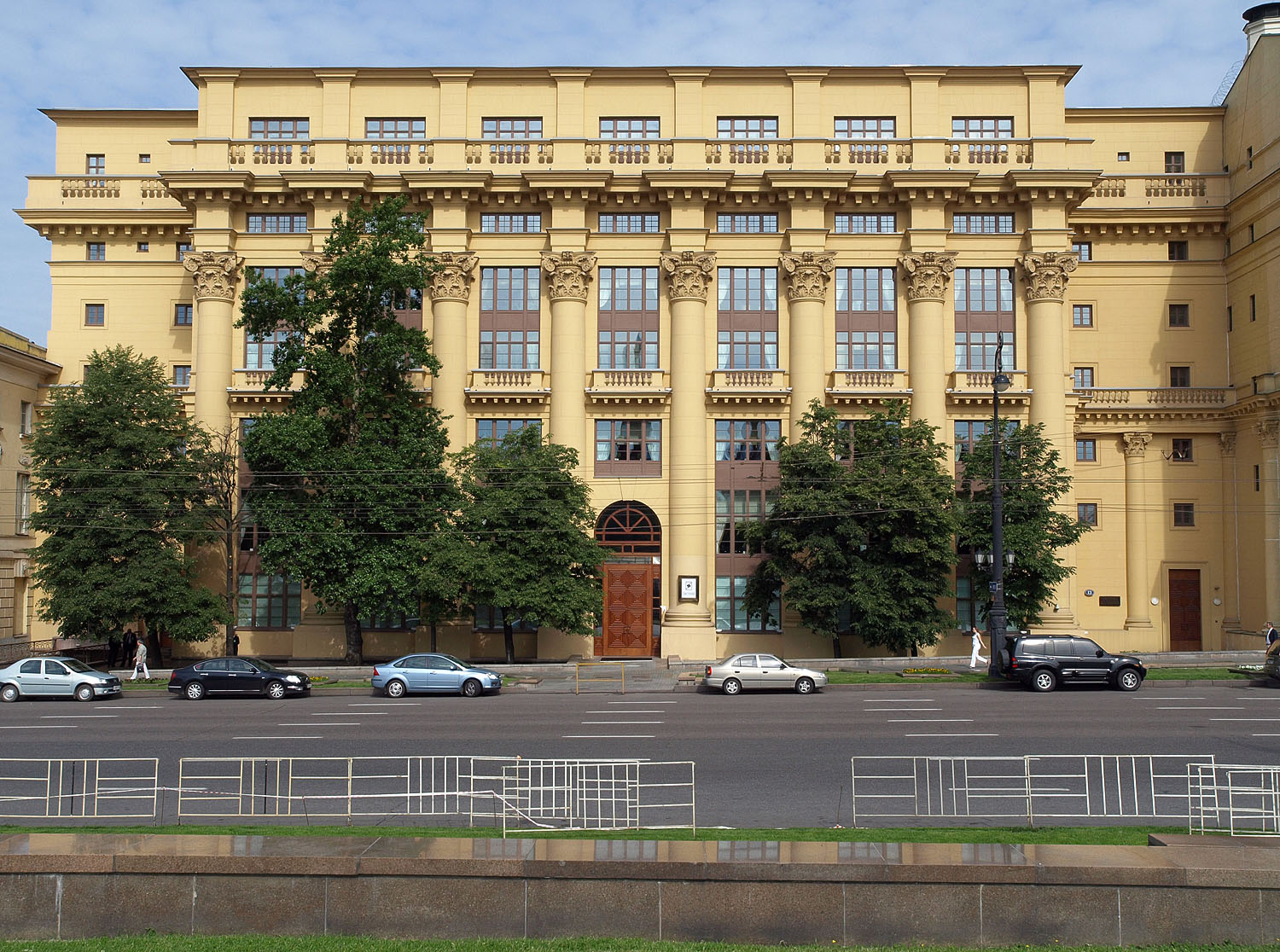
Дом на Моховой

Жолтовский же в эти годы возглавляет традиционалистическое направление, опираясь на свой дореволюционный опыт архитектора-неоклассициста. В 1934 г. он строит жилой дом на Моховой, прилагая к современному по планировке и конструкциям зданию — большой ордер, который не имеет конструктивного смысла. Вообще, в 1930-е годы колоннада становится излюбленным декоративным приёмом, подчас в ущерб внутренней конструкции и удобствам.
Ощущается тяготение к возрождению старых стилевых особенностей. Это заметно и в национальных школах, в частности — это проявилось при строительстве павильонов будущего ВДНХ. Архитекторы пытаются соединить старое и новое. Таково, например, здание Дома правительства Грузинской ССР в Тбилиси (1933-38), архитекторы Илья Лежава и Виктор Кокорин: здесь аркада нижнего этажа, отсылающая к архитектуре старого Тифлиса, соединена с простой композицией здания. Александр Таманян создавал ансамбль центра Еревана, добавляя к традиционным чертам элементы стиля классицизм. Благодаря использованию розового туфа здания органично вписываются в окружающий пейзаж.

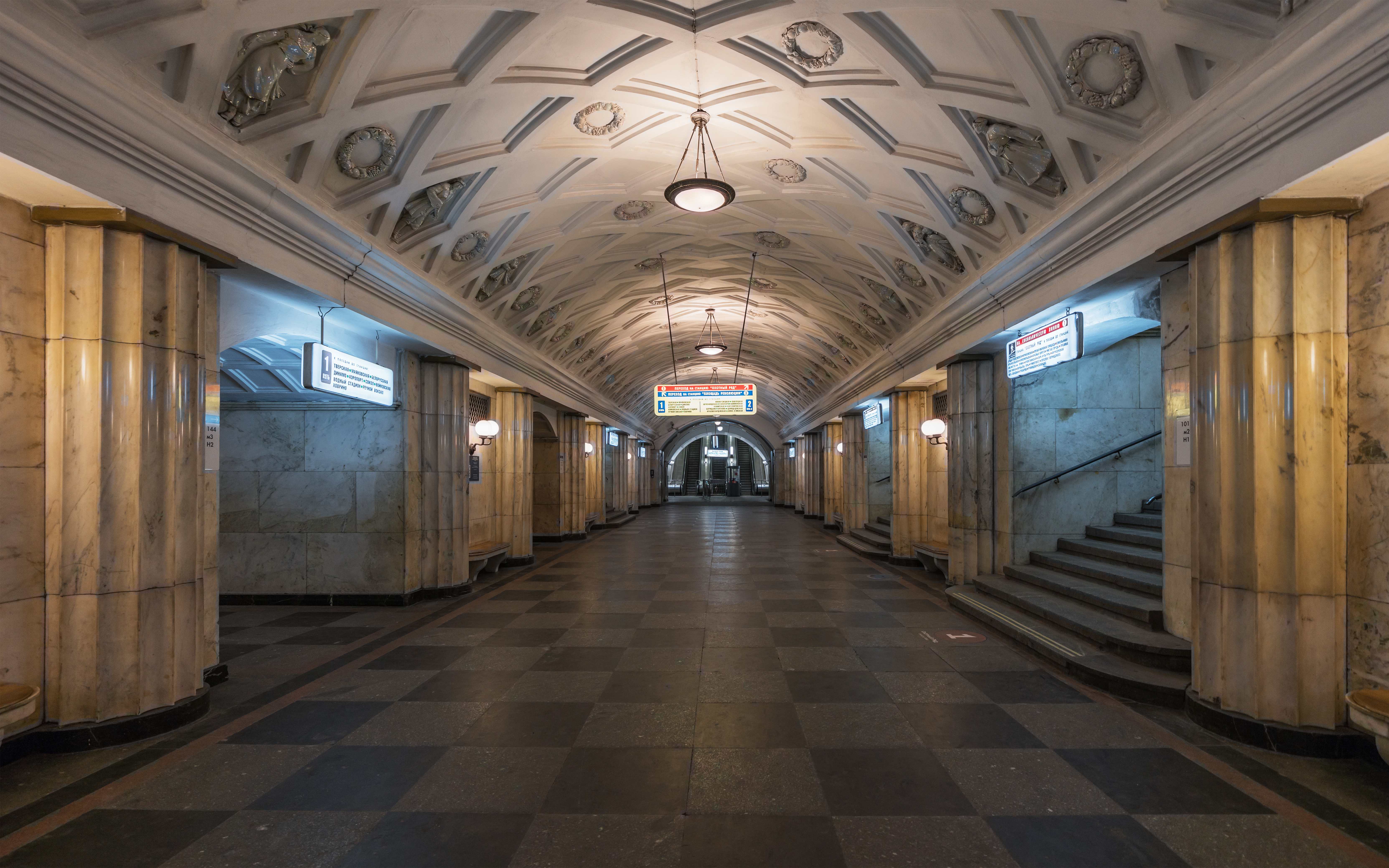
Театральная

Московский метрополитен также создавался мастерами, находившимися под влиянием двух этих разных тенденций. Иван Фомин проектирует Красные Ворота (1935) и Театральную (1938, бывш. «Площадь Свердлова»), ориентируясь на классику, строгую и чёткую. Алексей Душкин создает Кропоткинскую (1935, бывш. «Дворец Советов») и Маяковскую (1938), стремясь к преодолению материала, облегчению конструкций, лёгкости, рациональности. Он использует для этого современный архитектурный стиль и новые материалы.
Советская архитектура испытала и влияние основного мирового стиля тех лет — ар-деко.
- Кремлёвская АЗС на Волхонке (1930-е) — единственный реализованный элемент Дворца Советов и одно из последних сохранившихся зданий советского ар-деко[5].
- См. также Египтизирующий стиль#В Советском Союзе.

К концу десятилетия классицизирующие тенденции побеждают конструктивные. Архитектура приобретает оттенок парадной пышности. Начинается эпоха сталинского ампира. Те же тенденции во многом проявились и в других видах искусства, в особенности, в прикладном и декоративном творчестве.

### Во времяВеликой Отечественной войны
В этот период строили мало, но проекты в области жилья и градостроительства продолжали создавать. В 1943 году для повышения качества архитектуры и строительства при восстановлении разрушенных войной городов и населённых пунктов СССР был организован Комитет по делам архитектуры. Перед ним стояла задача восстановления 70 тыс. населённых пунктов, от городов до деревень, разрушенных немцами. В 1943-44 гг. работы по восстановлению начались. Главными задачами были сначала Сталинград, Воронеж, Новгород, Киев, Смоленск, Калинин. Началось восстановление Днепрогэса. Создавались генеральные планы городов и республик СССР.
Происходит проектирование и создание памятников героям и жертвам войны. Весной 1942 года проходит один из первых конкурсов, затем — в 1943 году. В ГТГ проходит выставка архитектурных работ «Героический фронт и тыл».

### Сталинская архитектура (1945—1960 года)

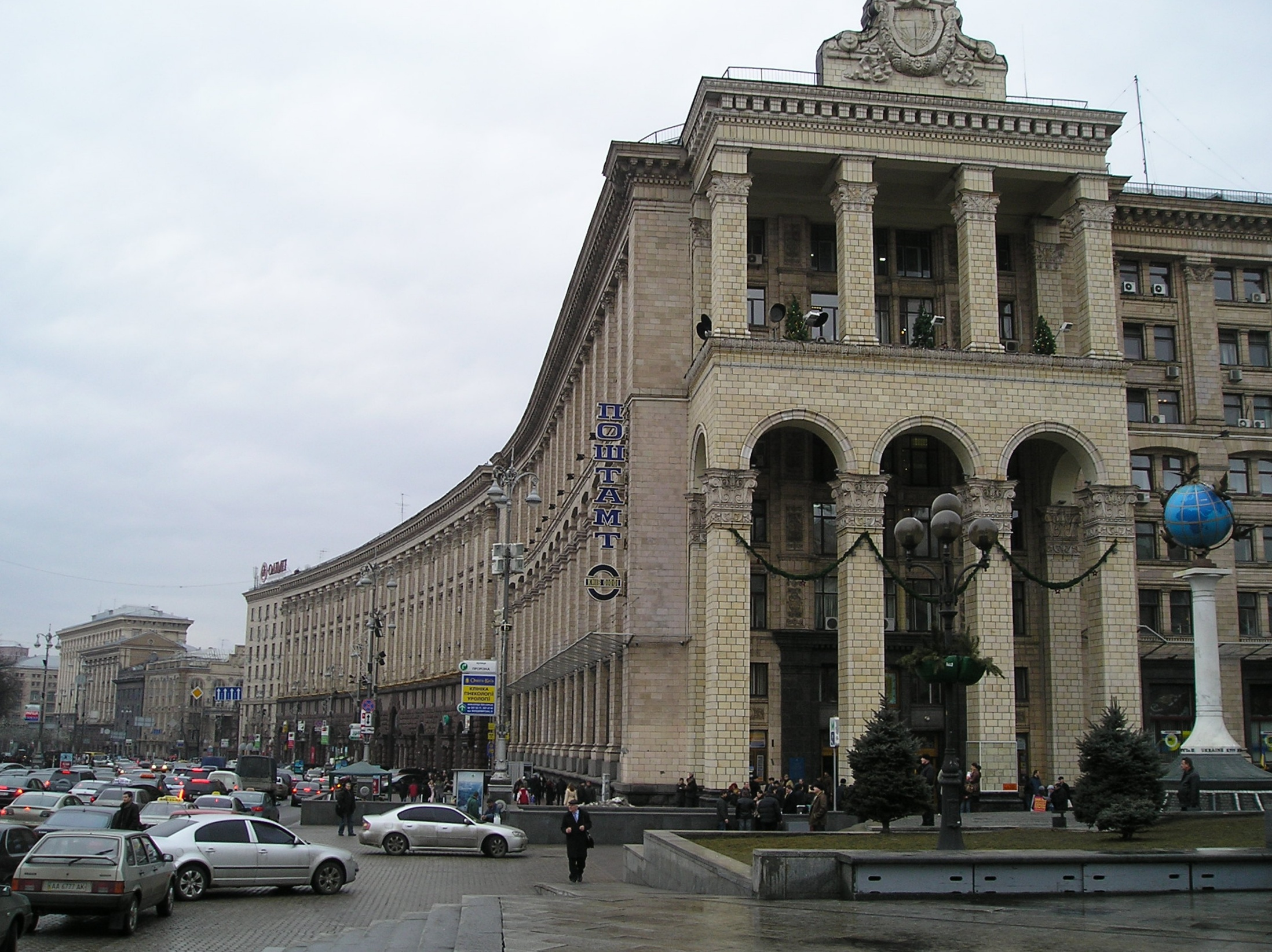
Крещатик

В первый послевоенный период особой интенсивностью характеризуется работа архитектора. Они активно занимались восстановлением разрушенных зданий, параллельно создавая новые. Восстанавливая города, архитекторы старались исправлять их старые недостатки. Таким образом был перестроен Крещатик — центральная улица Киева, полностью разрушенная в годы войны. Восстановлением украинской столицы занимались не только местные, но и московские и ленинградские архитекторы. В 1949 году был предложен проект восстановления магистрали Крещатика, который изменил его планировку, хотя и отдавал «дань поверхностному декоратизму» (Александр Власов, Анатолий Добровольский, Виктор Елизаров, А. Захаров, Александр Малиновский, Борис Приймак).

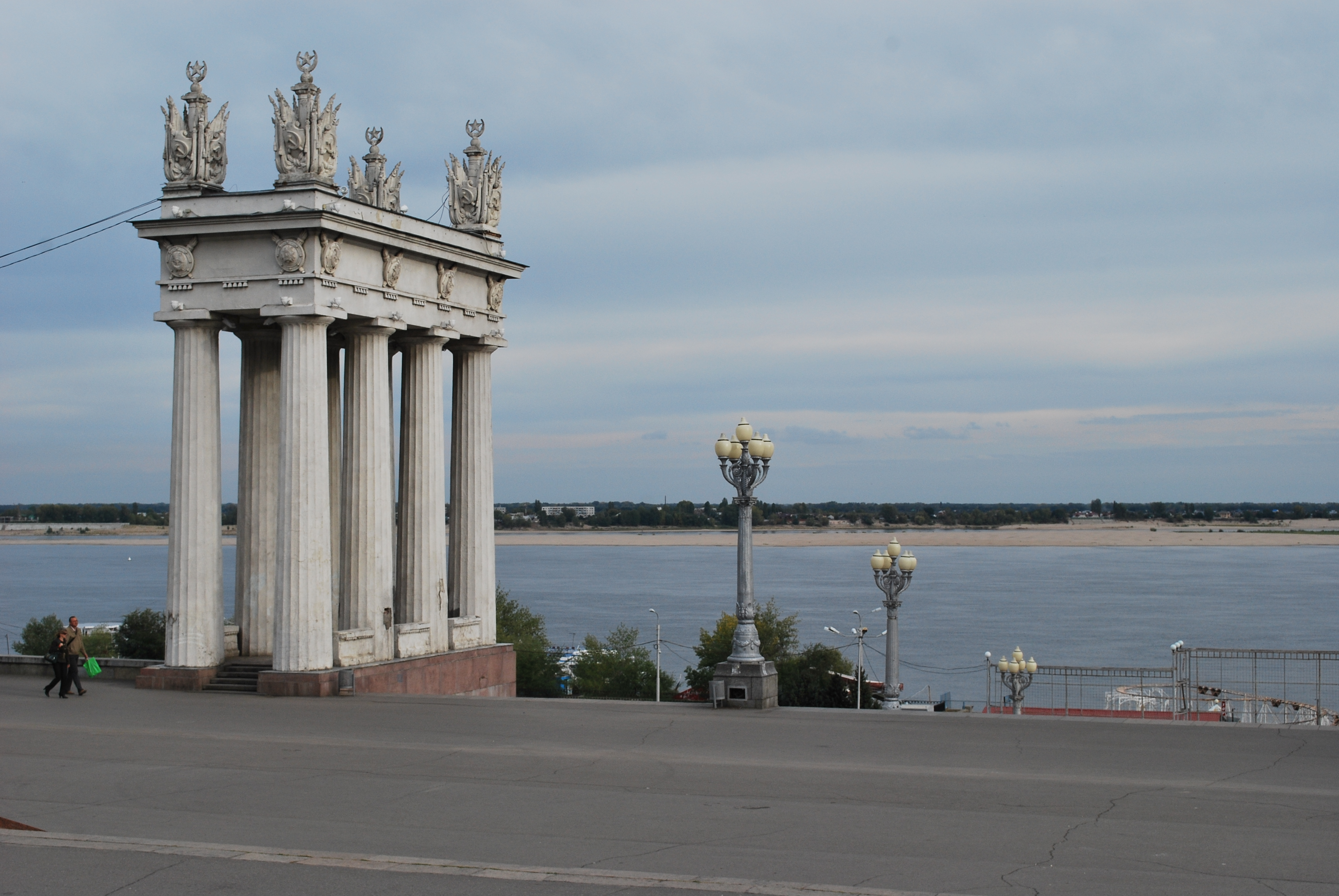
Пропилеи на центральной набережной Волгограда.

Колоссальное внимание было уделено новому генеральному плану стёртого с лица земли Сталинграда (Волгограда). Цельная архитектурно-эстетическая идея была предложена советскими архитекторами Алабяном и Симбирцевым. В план города был введён центральный ансамбль — площадь Павших борцов, аллея Героев, пропилеи с гигантской лестницей к Волге. В определённую систему объединили промышленные районы. «В новых чертах возрождённого города-героя выразился смысл народного подвига».

Минск. Центральный почтамт

Разрушенному почти дотла Минску также требовалось обновить центр города в районе площади Ленина и Ленинского проспекта (современные площадь и проспект Независимости). Главную улицу спланировали по принципу проспекта с равновысотными домами (архитекторы Михаил Парусников, Михаил Барщ, Михаил Осмоловский, Владимир Король, Геннадий Баданов). Старую и новую часть города объединили круглой площадью с обелиском в память героев Великой Отечественной войны. Новгород восстанавливала бригада архитекторов под руководством Щусева. Главная черта плана восстановления города — слияние новой застройки с древнерусскими шедеврами.

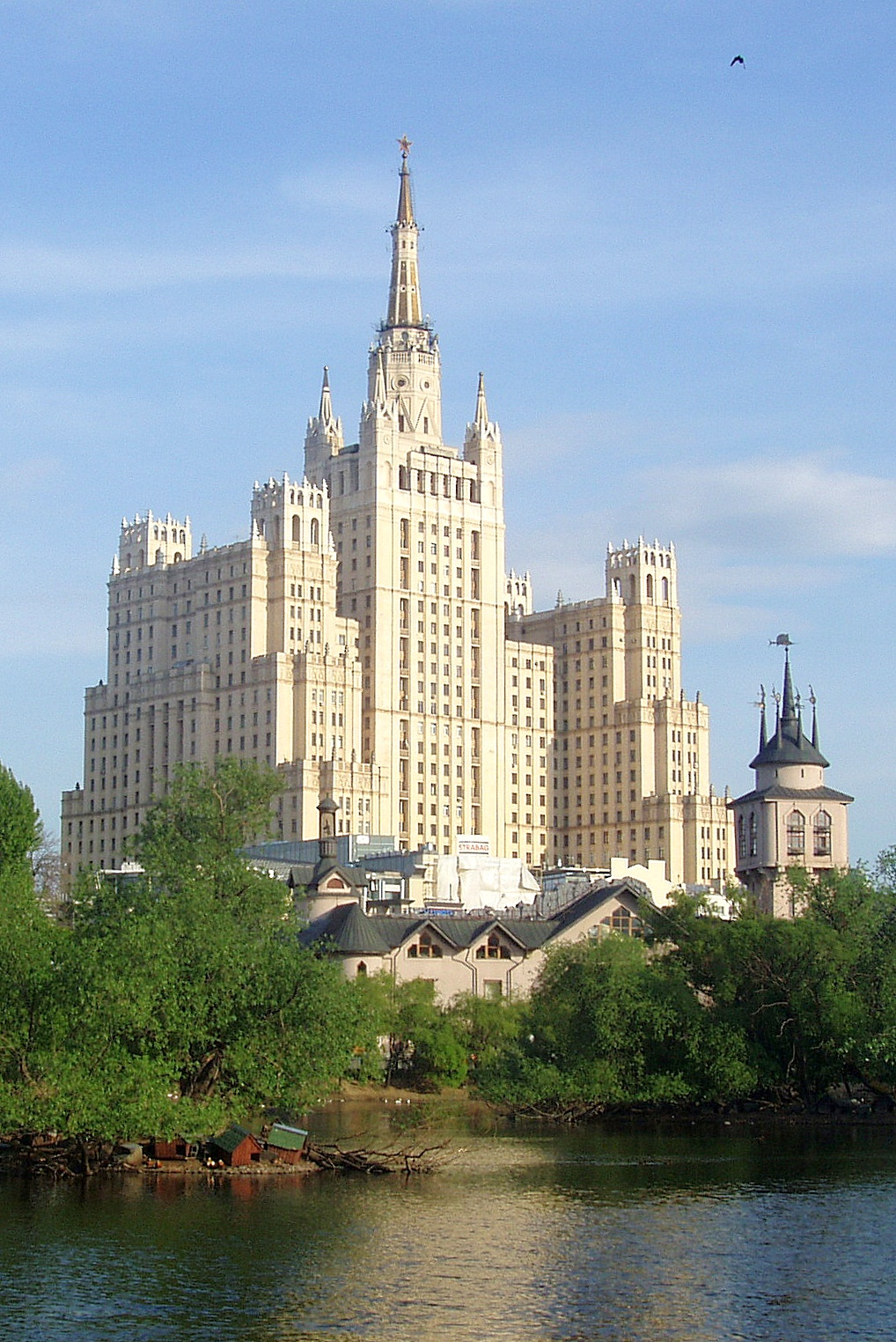
Жилой дом на Кудринской площади

Как писали советские критики 1970-х годов: «в сложном процессе выработки архитектуры восстановления городов, в целом безусловно положительном, назревала тем не менее опасность некоторой мании грандиозности, „принявшей эстафету“ от черт гигантомании, свойственной ряду произведений довоенной архитектуры. Получила развитие и тенденция к излишнему декоративизму, квалифицированному позднее как украшательство». Такими гигантами оказались московские высотки, самой удачной из которых признавали здание МГУ (1949—1953 гг., архитекторы Борис Иофан (смещён с должности главного архитектора), Лев Руднев, Сергей Чернышёв, Павел Абросимов, Александр Хряков, В. Н. Насонов. Скульптурное оформление фасадов — работы мастерской Мухиной).
Одной из главных проблем оставалась проблема обычного жилья, усугублённая разрушениями войны. В эти годы начинается развёртывание массового жилищного строительства. Однако сначала строительство развивается как малоэтажное — из-за отсутствия необходимой производственно-технической базы. Начинаются эксперименты с поквартальной застройкой Москвы (район Песчаных улиц, архитекторы Зиновий Розенфельд, В. Сергеев). Позже этот опыт был использован в других городах. Многоэтажное строительство началось в Челябинске, Перми, Куйбышеве. Начинают появляться кварталы, застраиваемые домами из крупных бетонных блоков, внедряются индустриальные методы строительства, которые удешевляют. Однако усугублялись и отрицательные тенденции: в их число входит отделка фасада с незавершённостью дворов и внутриквартальных пространств. Последующая эпоха активно осуждала «фасадный» принцип стиля — обильное применение колоннад, лепнины, украшательство. Конец этому роскошному стилю положило постановление ЦК КПСС и Совета Министров СССР «Об устранении излишеств в проектировании и строительстве» (4 ноября 1955). На замену сталинскому ампиру после кончины вождя пришла функциональная типовая советская архитектура, которая с теми или иными изменениями просуществовала до конца существования советского государства.

### Архитектура 1960—1980-х годов

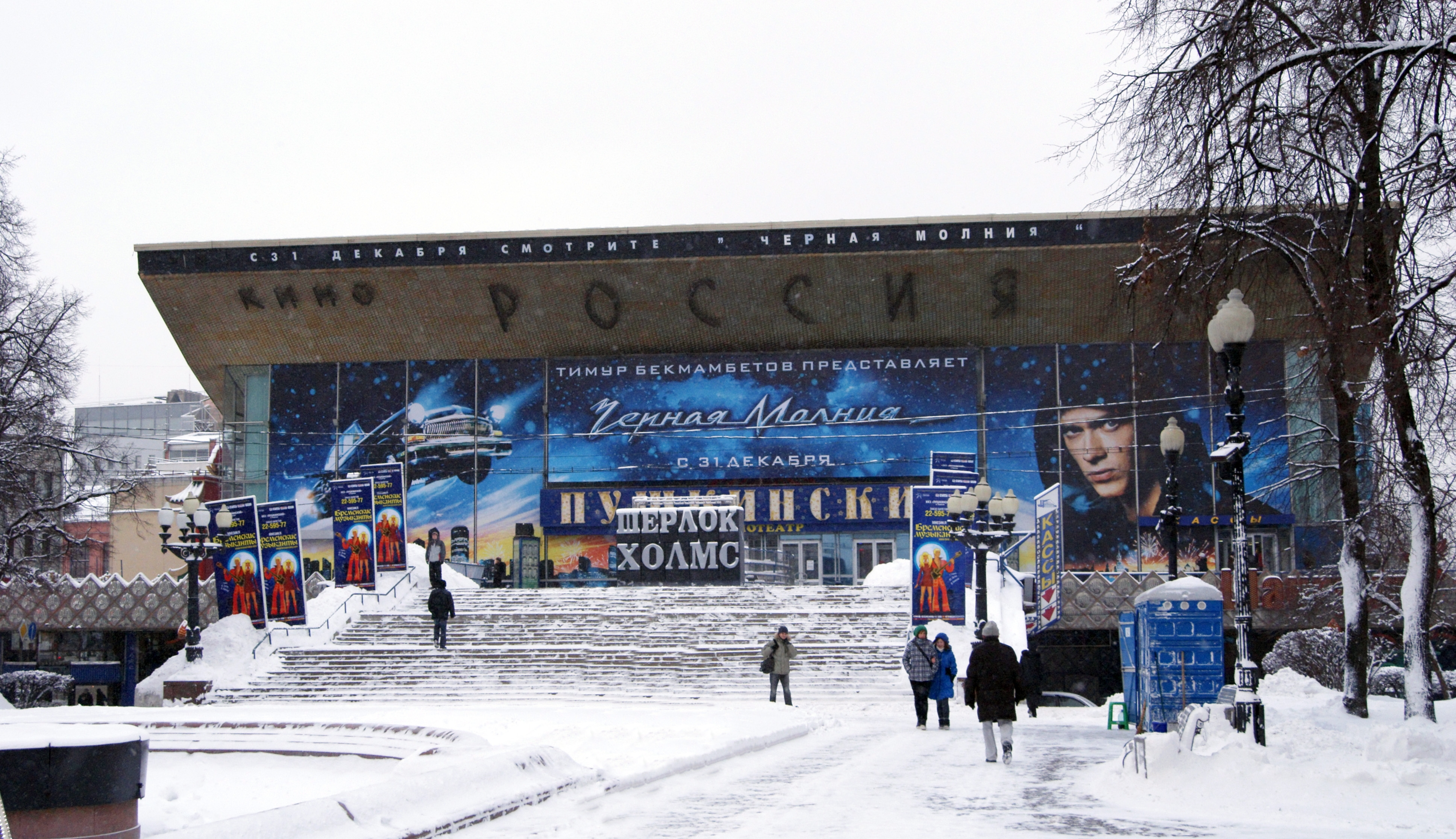
Кинотеатр «Пушкинский» (Москва)

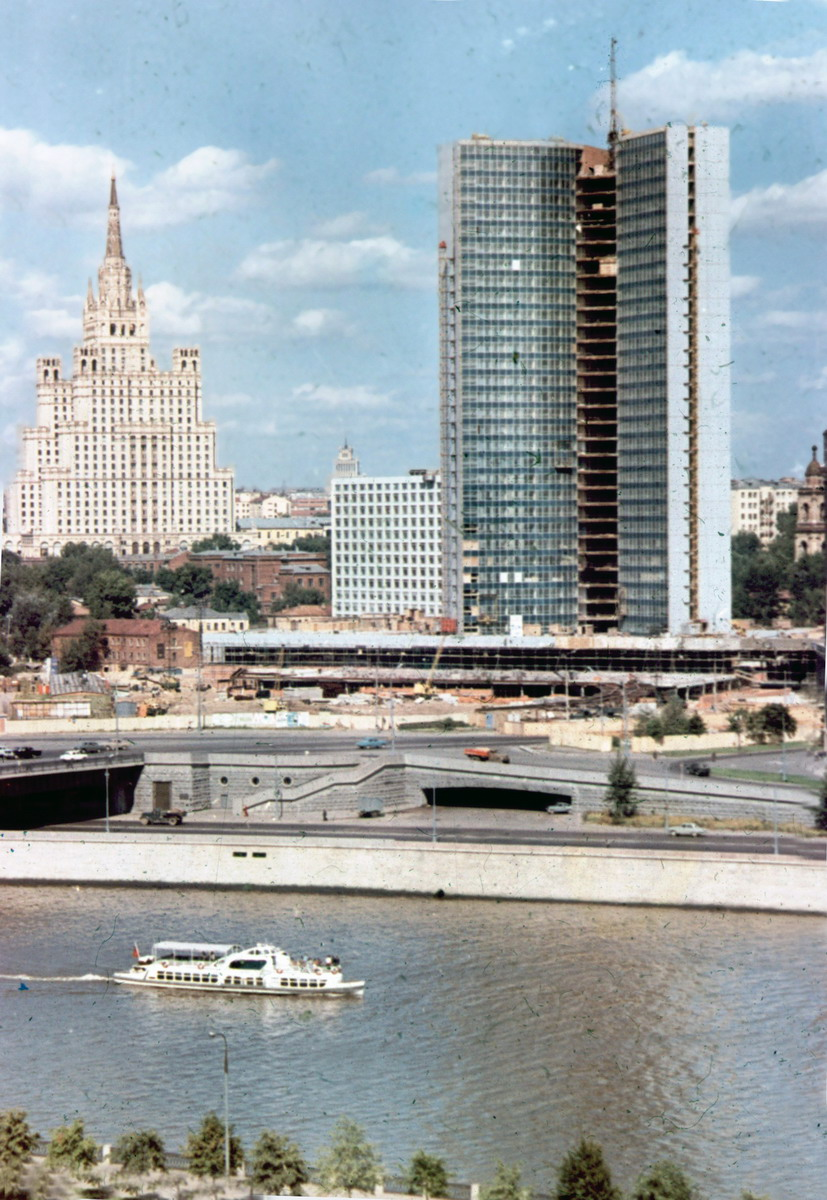
Здание СЭВ

В 1955 году принято постановление «Об устранении излишеств в проектировании и строительстве», положившее конец сталинскому ампиру.
Индустриализация прежде всего коснулась жилищного строительства: было необходимо решить вопрос о типе массовой квартиры и жилого дома. Началась застройка районов крупными массивами.
По такому новому принципу построены районы Химки-Ховрино (арх. Каро Алабян) и кварталы юго-запада Москвы (архитекторы Яков Белопольский, Евгений Стамо и другие), район «Дачное» Ленинграда (архитекторы Валентин Каменский, Александр Жук, Александр Мачерет, Г. Н. Николаев), микрорайоны и кварталы в Минске, Киеве, Вильнюсе, Владивостоке, Ашхабаде и проч.
При типовой индустриальной застройке возрастает роль крупных общественных сооружений с индивидуальным лицом, которые придают районам своеобразие. Выявить и сформировать принципы советской архитектуры помогли конкурсы на новый проект Дворца Советов (1958 и 1959 годы). Хотя проекты не получили осуществления, в конкурсе приняли участие ведущие архитекторы.
Тогда была построена гостиница «Юность» (Москва, 1961, архитекторы Юрий Арндт, Т. Ф. Баушева, В. К. Буровин, Т. В. Владимирова; инженеры Нина Дыховичная, Б. М. Зархи, И. Ю. Мищенко). Она сделана с использованием крупных панелей, тех же, которые применялись в жилищном строительстве. Облик здания простой, формы геометрически чёткие. К тому же году относится кинотеатр «Россия» («Пушкинский») с его выдвинутым козырьком. Государственный Кремлёвский дворец (1959—1961) — пример лучших общественных сооружений этого времени (архитектор Михаил Посохин). В нём решена проблема сочетания современного сооружения с историческими архитектурными ансамблями. Дворец пионеров в Москве (1959—1963) представляет собой комплекс из нескольких зданий разной высоты, объединённых между собой пространственной композицией. Элементы расположены свободно, с многообразными формами декоративных украшений.
В 1960—1970-х годах развивался новый стиль архитектуры — простая, экономная, на основе новой индустрии и выражающая возможности современной техники. Важные объекты этого периода — Проспект Калинина (1964-69, архитектор М. В. Посохин). Он же с А. А. Мндоянцем, В. А. Свирским и инженерами В. И. Кузьминым, Ю. Рацкевичем, С. Школьниковым и проч. построил трёхконечное Здание СЭВ (1963—1970), которое считалось «одним из самых выразительных по архитектуре сооружений последнего времени». Останкинская телебашня (1967) доказывает рост технических возможностей в эту эпоху. По типовым проектам начали строиться станции метрополитена, которые дифферинцируются благодаря различным отделочным материалам. Среди примеров жилых комплексов можно назвать застройку экспериментального жилого района Северное Чертаново в Москве (1975—1982, инженер Леонид Дюбек, руководитель: М. В. Посохина, арх.: А. Г. Шапиро, Ю. П. Иванов, Б. И. Малярчук, В. И. Логинов, Л. В. Мисожников и др.), который с одной стороны несёт в себе черты брутализма, а с другой, отвечает основным критериям модернизма.

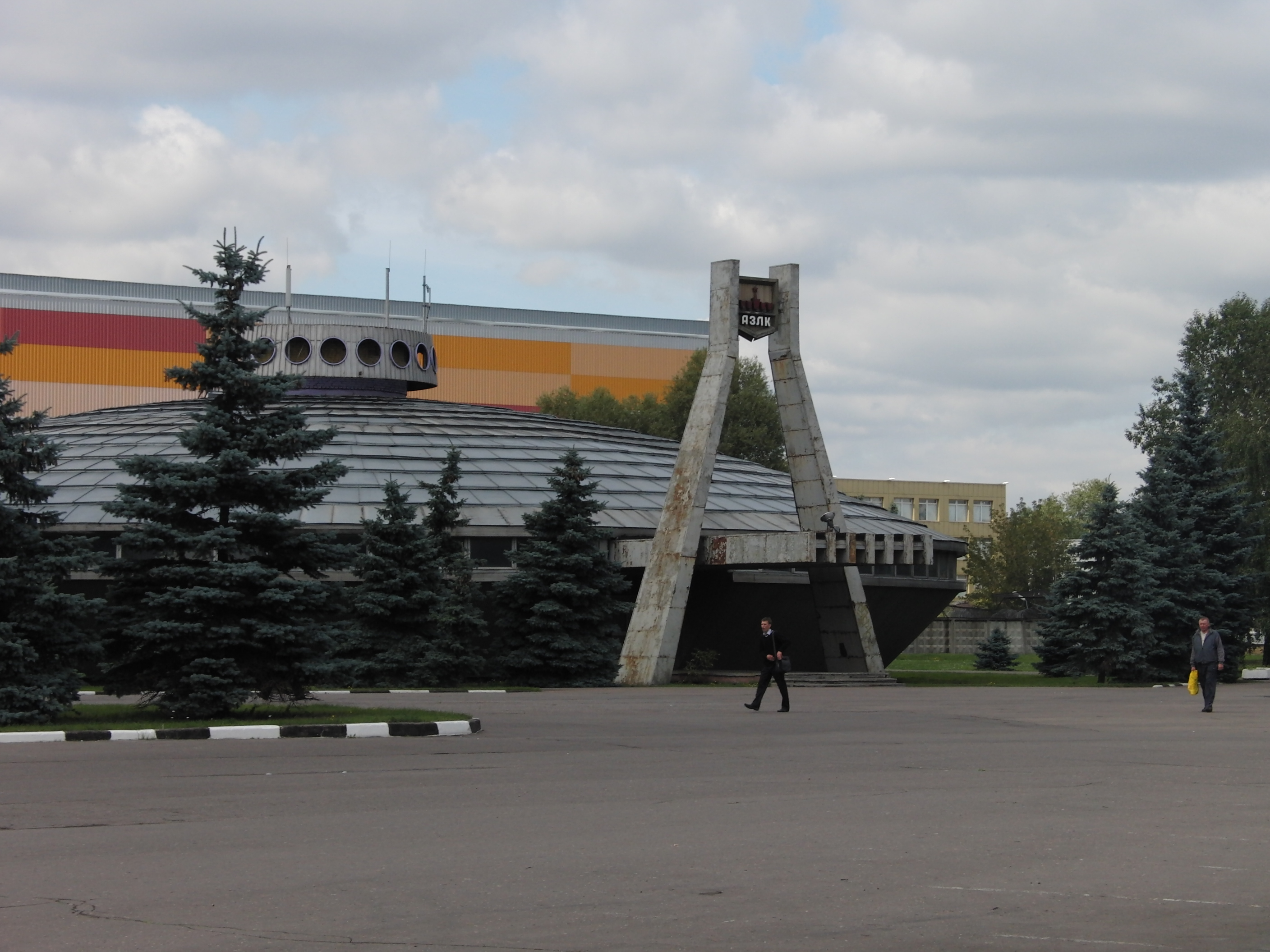
Здание Музея АЗЛК в Москве.

К Олимпиаде-80 в Москве было построено большое количество минималистичных зданий (смотри Олимпийские сооружения Москвы). Также к 1980 году было завершено в строительство Музея АЗЛК (1980, арх. Ю. А. Регентов), которое по своему декору стоит на стыке архитектурного футуризма и модернизма. Здание имеет площадь 1337 м² при общей площади участка 0,55 га. В отделке были использованы модные материалы: стекло и алюминий, которые должны были подчеркнуть современные тенденции АЗЛК и советский технический прогресс.
Национальная архитектура союзных республик развивается по тем же принципам, но акцентирует своеобразие, благодаря трактовке отдельных архитектурных деталей, декоративным свойствам материала, и прочему. Дворец искусств в Ташкенте (1965, архитекторы Ю. Халдеев, В. Березин, С. Сутягин, Д. Шуваев) соединяет простые архитектурные формы и красочную фресковую живопись. Форма здания оригинальна — оно напоминает горизонтальную каннелюированную колонную. В фасаде Управление Каракумстроя в Ашхабаде (1967, архитекторы А. Ахмедов, Ф. Алиев, скульпторы В. Лемпорт, Н. Силис) вплетён национальный орнамент и условные скульптурные изображения. Этот синтез включает архитектуру и национальные традиции.
Стиль советской архитектуры этого времени эволюционирует. Он отходит от рационализма, преодолевает сухость, присущую раннему этапу, и затем выдвигает новую проблему — соответствие органическим формам. Пример решения этих вопросов — Дворец художественных выставок в Вильнюсе (1967, арх. В. Чеканаускас), Павильон СССР на Международной выставке в Осаке (1967-68, архитекторы М. В. Посохин, В. А. Свирский). Появляется тяготение к кривым линиям, перетеканию форм, при сохранении достигнутой ранее строгости и целесообразности архитектурных сооружений.

## Организации
- Объединение современных архитекторов
- Союз архитекторов СССР
- Госстрой СССР

## Периодические издания
- Архитектура СССР (журнал)
- Архитектура городов СССР
- Архитектура городов-героев (книжная серия)
- Архітектура Радянської України — журнал Союза архитекторов Украинской ССР.

### Архитектура союзных республик
Архитектура Азербайджанской ССР
- Дадашев С. А., М. А. Усейнов М. А. Архитектура Советского Азербайджана / Ред. Э. А. Касим-заде. — М.: Государственное издательство архитектуры и строительства, 1950. —164 с.: ил.

Архитектура Армянской ССР
- Арутюнян В. М., Оганесян К. Л. Архитектура Советской Армении. — Ереван: Академия наук Армянской ССР, 1955. — 289 с.
- Буниатов Н. Г., Яралов Ю. С. Архитектура Армении / Н. Г. Буниатов, Ю. С. Яралов. — М.: Издательство и 1-я типография Государственного издательства архитектуры и градостроительства, 1950. — 142 с.

Архитектура Белорусской ССР
- Воинов А. А. История архитектуры Белоруссии. В 2-х томах. Том 2 (Советский период). — Минск: Вышэйшая школа, 1987. — 293 с.: ил.
- Егоров Ю. А. Градостроительство Белоруссии. — Москва: Государственное издательство литературы по строительству и архитектуре, 1954. — 282 с.
- Егоров Ю. А., Воинов А. П. (ред.) Архитектура и градостроительство Советской Белоруссии. — Минск: Издательство Академии наук БССР, 1957. — 195 с.

Архитектура Грузинской ССР
- Джанберидзе Н. Ш., Кинцурашвили С. — Москва—Тбилиси: Государственное издательство литературы по строительству и архитектуре, 1958. — 244 с.: ил.

Архитектура Казахской ССР
- Глаудинов Б. А., Сейдалин М. Г., Карпыков А. С. Архитектура Советского Казахстана / Б. А. Глаудинов, М. Г. Сейдалин, А. С. Карпыков. — Москва: Стройиздат, 1987. — 319 с.: ил., цв. ил.

Архитектура Киргизской ССР
- Нусов В. Е. Архитектура Киргизии с древнейших времен до наших дней. — Фрунзе: Кыргызстан, 1971. — 151 с.: ил., планы.
- Писарской Е. Г., Курбатов В. В. Архитектура Советской Киргизии — М.: Стройиздат, 1986. — 319 с.: цв.ил.

Архитектура Латышской ССР
- Кишэ Э., Плауцинь Л. Памятники архитектуры Риги / На латышском и русском языках. — Рига: Издательство Академии наук Латвийской ССР, 1956. — 100 с.: ил.
- Страутманис И., Крастиньш Я., Бука О. Архитектура советской Латвии / Иварс Страутманис, Янис Крастиньш, Ольгертс Бука — М.: Стройиздат, 1987. — 318 с.: ил. — 16 000 экз.

Архитектура Литовской ССР
- Будрейко Э. С. Архитектура Советской Литвы. — Ленинград: Стройиздат, 1971. — 112 с.

Архитектура Молдавской ССР
- Колотовкин А. В., Эльтман И. С., Педаш Г. А. Архитектура советской Молдавии. — М.: Стройиздат, 1973. — 88с.: ил. — 6000 экз.

Архитектура РСФСР
- Советская архитектура за ХХХ лет РСФСР. — М.: Издательство Академии архитектуры СССР, 1950. — 332 с.: ил., 9 л. ил.

Архитектура Таджикской ССР
- Советский Таджикистан = Toçikistoni Soveti / Под общей редакцией Бруно Ясенского. — Москва; Ленинград: ОГИЗ—ИЗОГИЗ, 1936. — 203, [91] с., [33] л. ил., портр.: ил., портр. + 1 отд. л. карт.
- Мамаджанова С. М., Мукимова С. Р. Строительная культура и архитектура Таджикистана // [Таджикский технический университет имени академика М. С. Осими]. Политехнический вестник. Серия: Инженерные исследования. — 2019. — N 1 (45). — С. 277—282. — ISSN 25202227.

Архитектура Туркменской ССР
- Кацнельсон Ю. И., Азизов А. К., Высоцкий Е. М. Архитектура Советской Туркмении. — Москва: Стройиздат, 1987. — 303 с.

Архитектура Узбекской ССР
- Зодчество Узбекистана. Архитектура городов Узбекистана. — Ташкент: Государственное издательство художественной литературы Узбекской ССР, 1959. — 114 с.

Архитектура Украинской ССР
- Архитектура советской Украины. 1951—1952 / Альбом составлен С. В. Костенко. — Москва: Государственное издательство литературы по строительству и архитектуре, 1955. — 134 с.: ил.
- Памятники градостроительства и архитектуры Украинской ССР (Иллюстрированный справочник-каталог) в 4-х томах. — Київ: Будівельник, 1983—1985. — 160 с.+ 336 с. + 337 с. + 375 с.: ил.

Архитектура Эстонской ССР
- Волков Л. М. Архитектура Советской Эстонии. — Москва: Стройиздат, 1987. — 320 с. — 8000 экз.

### Архитектурные стили
- Хан-Магомедов С. О. Архитектура советского авангарда. В двух книгах. Книга первая: Проблемы формообразования. Мастера и течения / С. О. Хан-Магомедов. — Москва : Стройиздат, 1996. — 709 с., ил. — ISBN 5-274-02045-3.
- Хан-Магомедов С. О. Архитектура советского авангарда. В двух книгах. Книга вторая: Социальные проблемы. — Москва: Стройиздат, 2001. — 712 с., ил. — ISBN 5-274-02046-1.
- Хазанова В. Э. Советская архитектура первой пятилетки. Москва: Наука, 1980. — 376 с.

### Архитектура СССР. Общие обзоры
- Современная советская архитектура 1955—1980 гг.: Учебник для вузов / Н. П. Былинкин, А. М. Журавлев, И. В. Шишкина и др.; Под редакцией Н. П. Былинкина, А. В. Рябушина. — Москва: Стройиздат, 1985. — 224 с., ил. — (Специальность «Архитектура»).